# Loituma
Loituma je finské kvarteto, založené v roce 1989, které kombinuje finské tradiční písně se zvukem kantele. Na festivalu folkové hudby v Kaustinenu v roce 1997 bylo zvoleno skupinou roku.
Skupinu nejvíce proslavilo zpracování písně Ievan Polkka z alba Loituma z roku 1995.

## Historie
První vystoupení Loitumy se odehrálo na podzim roku 1989, kdy vystupovali jako sedmičlenná skupina Jäykkä Leipä. Uskupení vzniklo na Sibeliově akademii, katedře folkové hudby. V původní sestavě zpívali i Sanna Kurki-Suonio a Tellu Paulasto, kteří později odešli do švédské skupiny Hedningarna. Později se k Hedningarně přidala i Anita Lehtola.
Skupina se drží vlastního hudebního stylu, který je ovlivněn mnoha různými směry. Základem jejich tvorby je zpěv, který je starým finským kulturním dědictvím. Podobně se skupina orientuje na kantele.
Jejich asi nejznámější písní je Ievan Polkka (někdy také chybně psaná Levan polka), jejíž část se v roce 2006 šířila lavinovitě po Internetu jako flashová animace. Je to píseň ze 30. let 20. století (autorem je Eino Kettunen) zpívaná ve východofinském savoském nářečí. Její intermezzo nemá žádný smysl, přestože se v něm vyskytuje několik finských slov. Při každém vystoupení je trochu pozměněné.
Píseň je příběhem děvčete Ievy, která se potají vypraví na tancovačku, kde potká pěkného mládence, z jehož pohledu je celý příběh vyprávěn. Ten ji vyprovodí domů, kde na ni čeká její naštvaná matka. On ji ale umlčí a dívku si chce vzít.

## Členové skupiny
- Sari Kauranen — kantele, zpěv
- Anita Lehtola — zpěv, pětistrunné kantele
- Timo Väänänen — kantele, zpěv
- Hanni-Mari Autere — zpěv, housle, pětistrunné kantele, viola, kontrabas, laponský bubínek

## Diskografie
- Loituma (1995)
- Things of Beauty (1998)
- In The Moonlight (1999)